# موزه تیسن-بورنمیسا
موزه تیسن-بورنمیسا (انگلیسی: Thyssen-Bornemisza Museum) یک موزه هنری در شهر مادرید، اسپانیا است.
این موزه که در سال ۱۹۹۲ تأسیس شده در ابتدا کلکسیونی خصوصی بود که توسط هاینریش تیسن جمع‌آوری شده بود اما بعداً تبدیل به موزه شد، تابلوهای نقاشی با سبک‌های امپرسیونیسم و اکسپرسیونیسم از نقاشان متعدد در این موزه نگه‌داری می‌شود.
موزه تیسن-بورنمیسا شامل ۱۶۰۰ اثر می‌باشد که در سال ۲۰۱۵ میلادی ۹۶۵٬۴۹۱ نفر از آن دیدن کرده‌اند.

## نقاشان

### قرن ۱۴ و ۱۵
- دوچو
- پائولو آچلو
- یان وان آیک
- روخیر فان در ویدن
- هانس مملینگ
- آنتونلو دا مسینا
- فرا بارتولومئو
- جووانی بلینی
- تیسین
- تینتورتو
- پائولو ورونز
- برناردینو لوئینی
- برونزینو
- آلبرشت دورر
- هانس بالدونگ
- لوکاس کراناخ پدر
- هانس هلباین پسر
- کاراواجو
- گوئرچینو
- پیتر پل روبنس
- آنتونی فان دیک
- بارتولومه استبان موریلو
- رامبرانت
- فرانس هالس
- کانالتو
- جامباتیستا تیه‌پولو
- ژان-آنتوان واتو
- فرانسوا بوشه
- ژان باتیست سیمون شاردن
- ژان اونوره فراگونار
- توماس گینزبارو
- دومنیکو گرلاندایو
- ویتره کارپاتچو

### قرن ۱۸ و ۱۹
- جان سینگلتون کاپلی
- وینسلو هومر
- جان سینگر سارجنت
- کلود مونه
- پیر آگوست رنوآر
- ادگار دگا
- کامی پیسارو
- آلفرد سیسلی
- پیر بونار
- آنری دو تولوز-لوترک
- پل گوگن
- پل سزان
- ونسان ون گوگ
- پابلو پیکاسو
- ژرژ براک
- خوان گری
- ادوارد مونک
- اگون شیله
- جیمز انسور
- واسیلی کاندینسکی
- سالوادور دالی
- پاول کله
- مارک شاگال
- رنه ماگریت
- پیت موندریان
- ادوارد هاپر
- جکسون پولاک
- مارک روتکو
- روی لیکتنستاین
- ویلم دکونینگ
- فرانسیس بیکن
- امیل نولده
- ارنست لودویگ کیرشنر
- آوگوست ماکه
- ماکس بکمان
- گئورگه گروس
- اتو دیکس

## نگارخانه

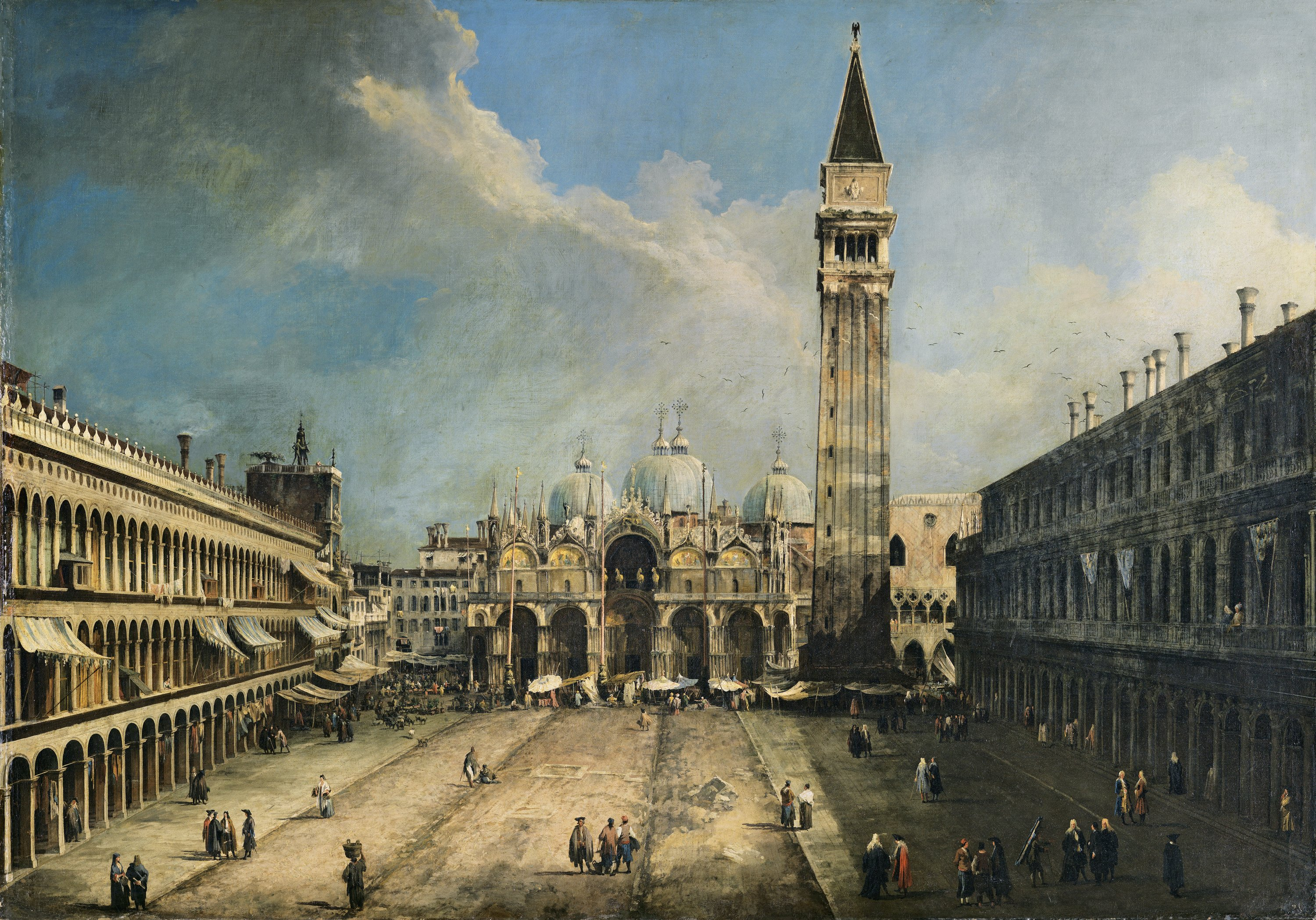
میدان سن مارکو ۱۷۲۳ تا ۱۷۲۴ میلادی اثر کانالتو
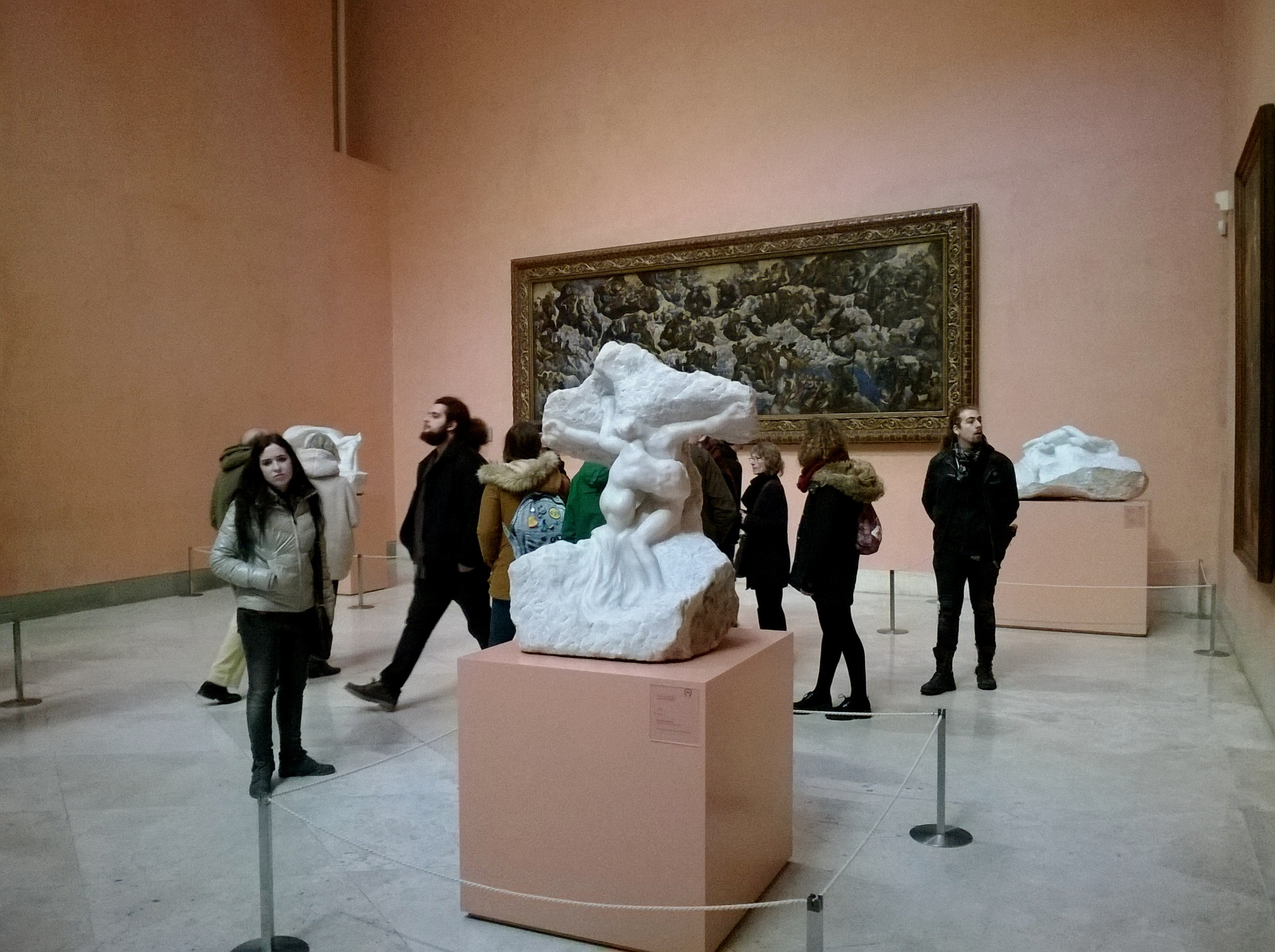
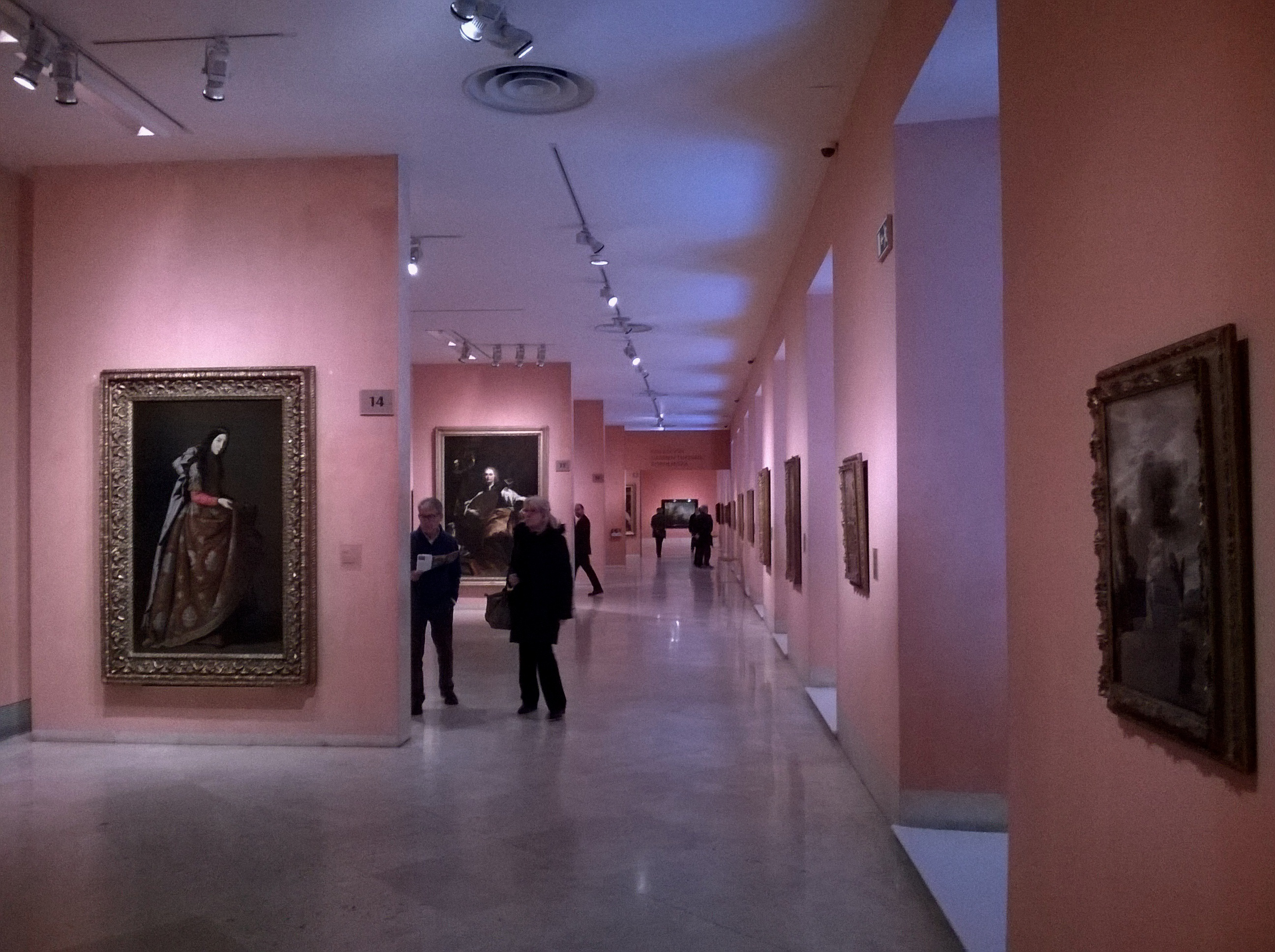
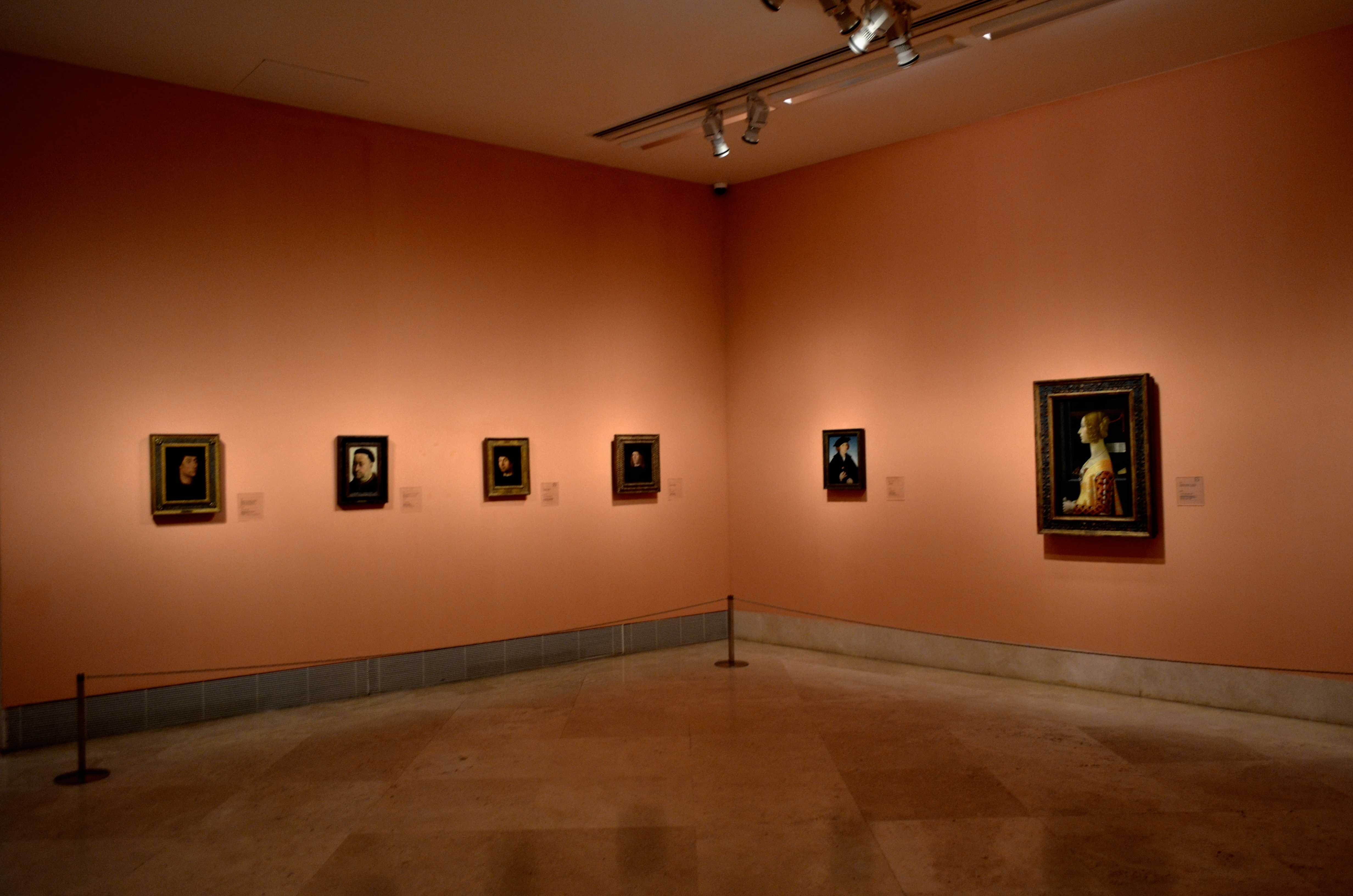
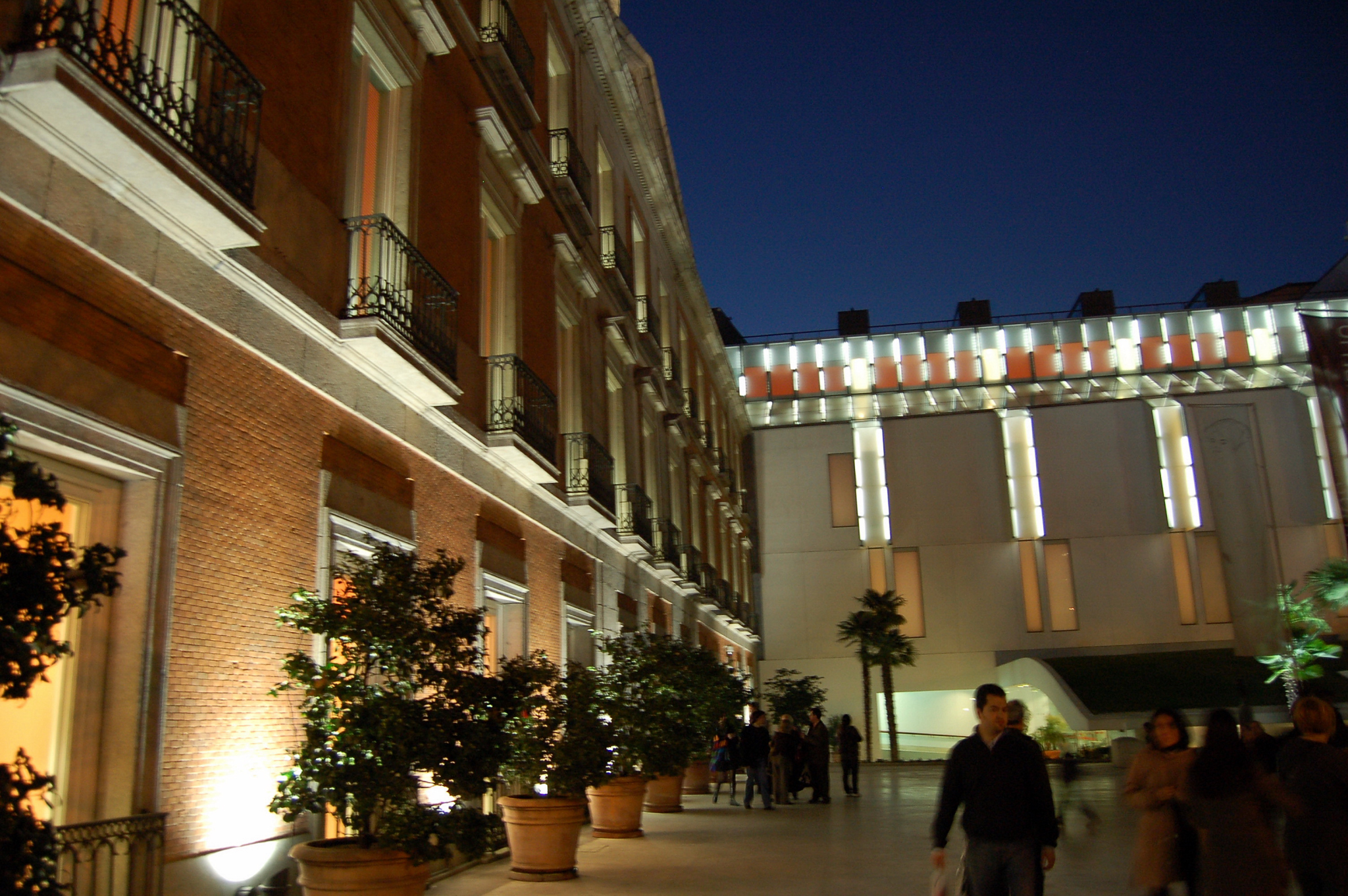
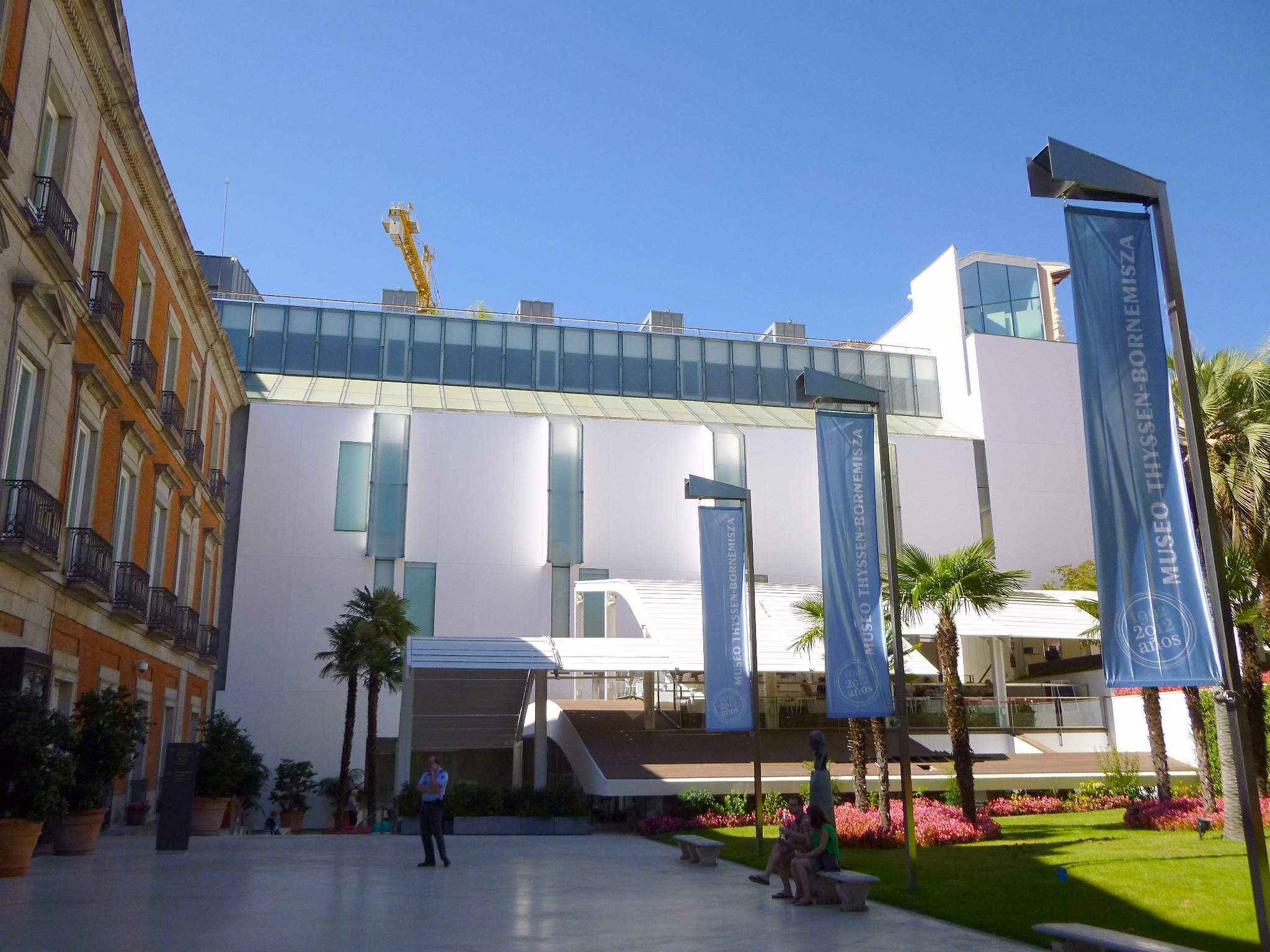
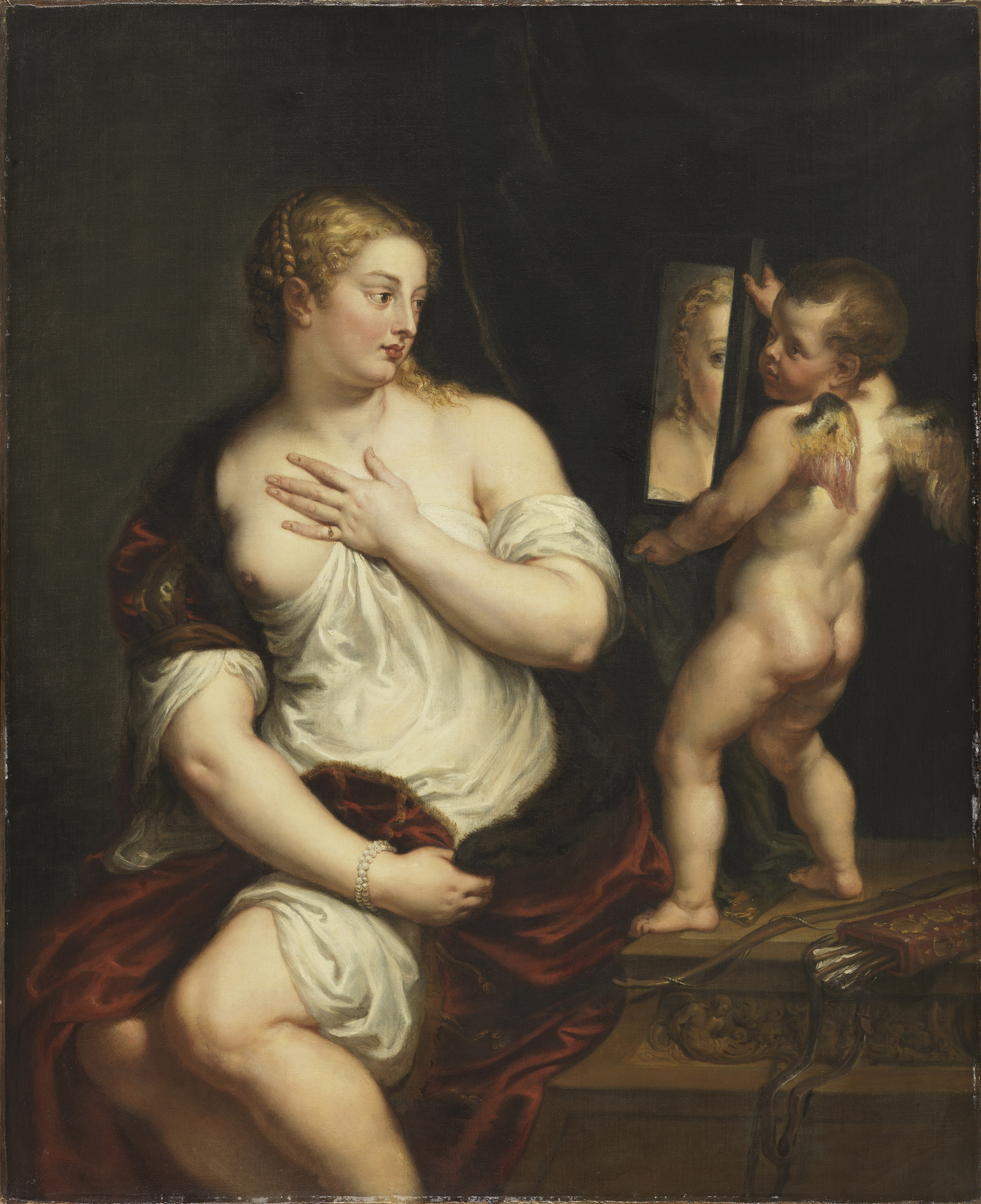
پیتر پل روبنس
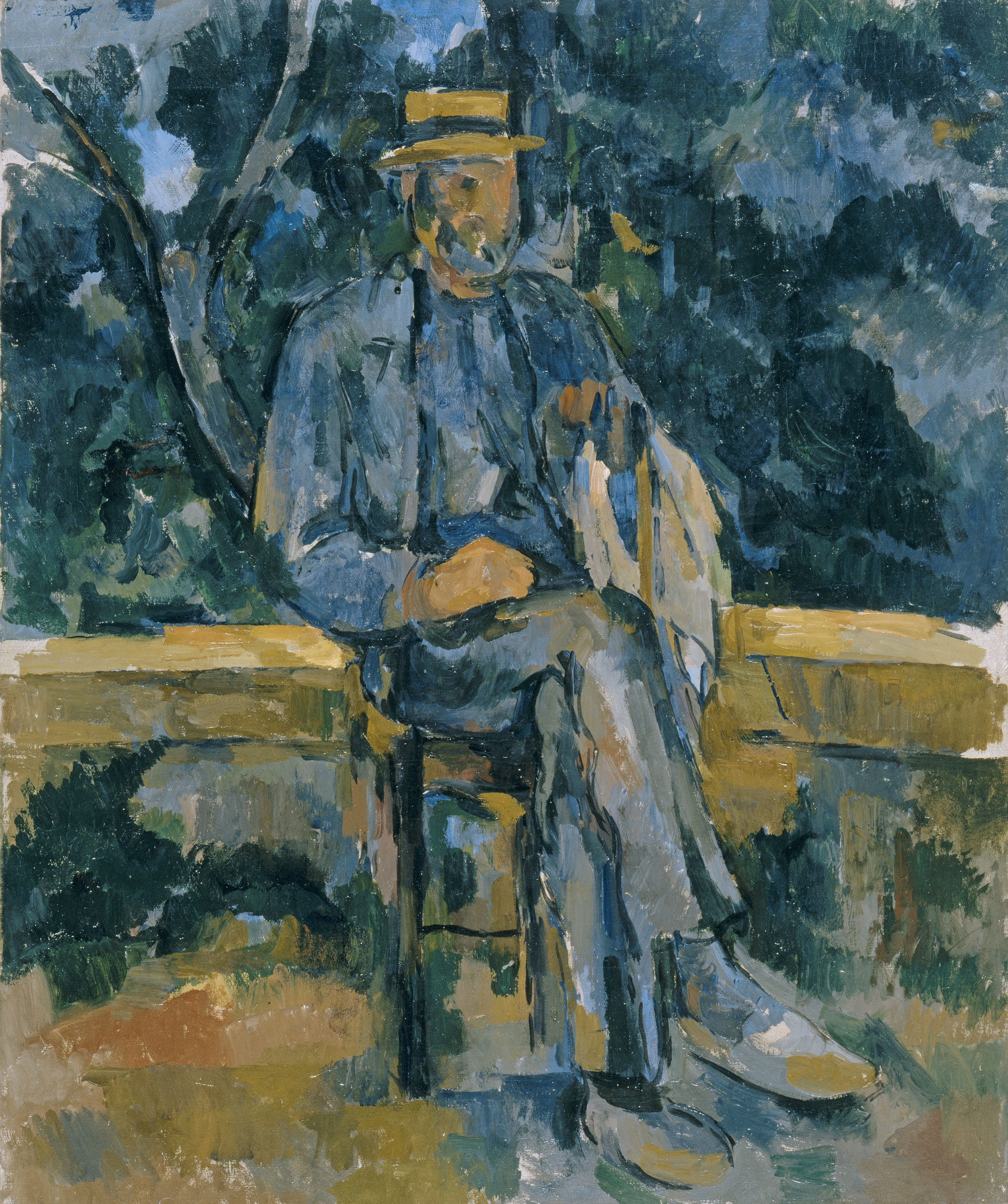
پل سزان
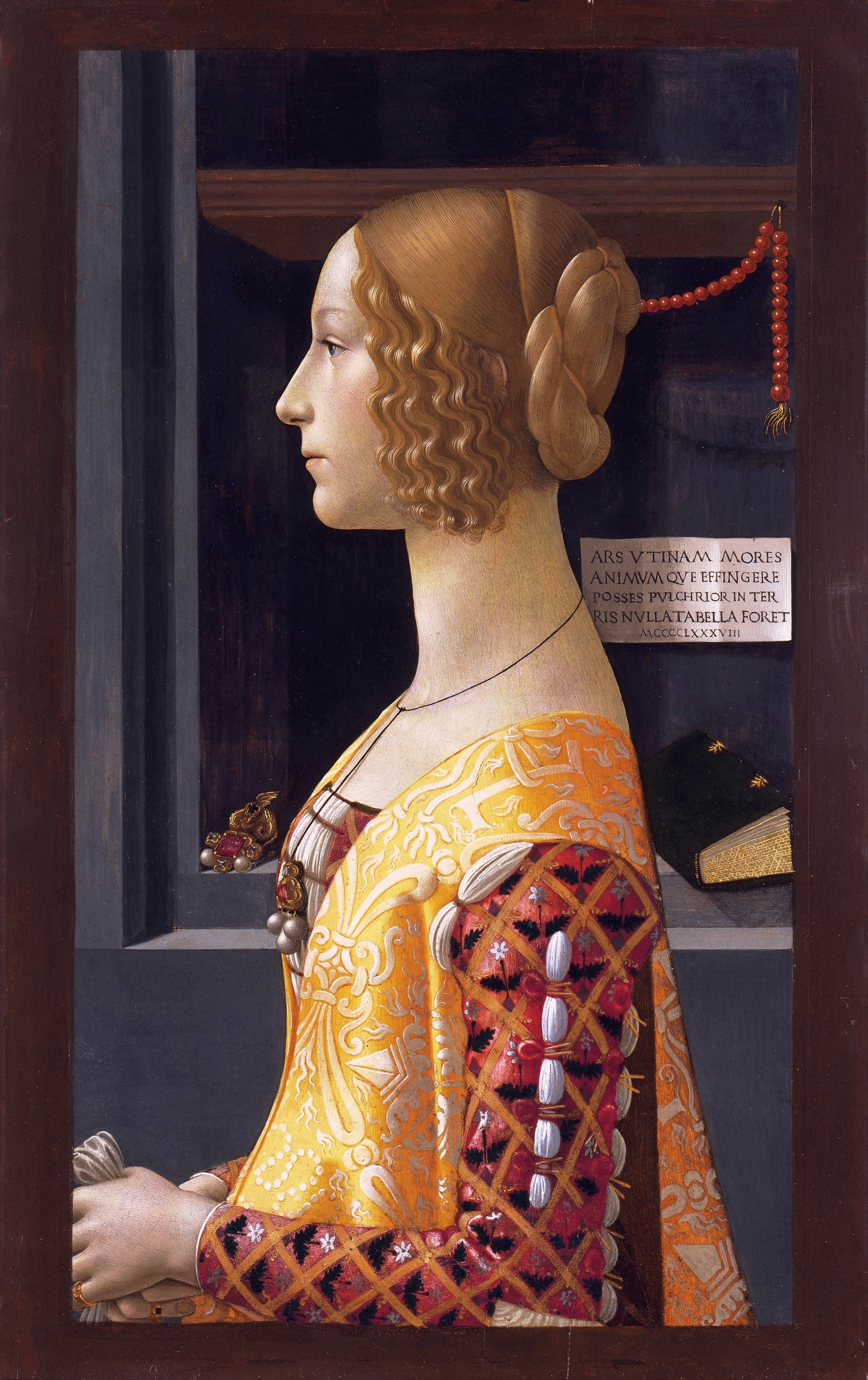
دومنیکو گرلاندایو
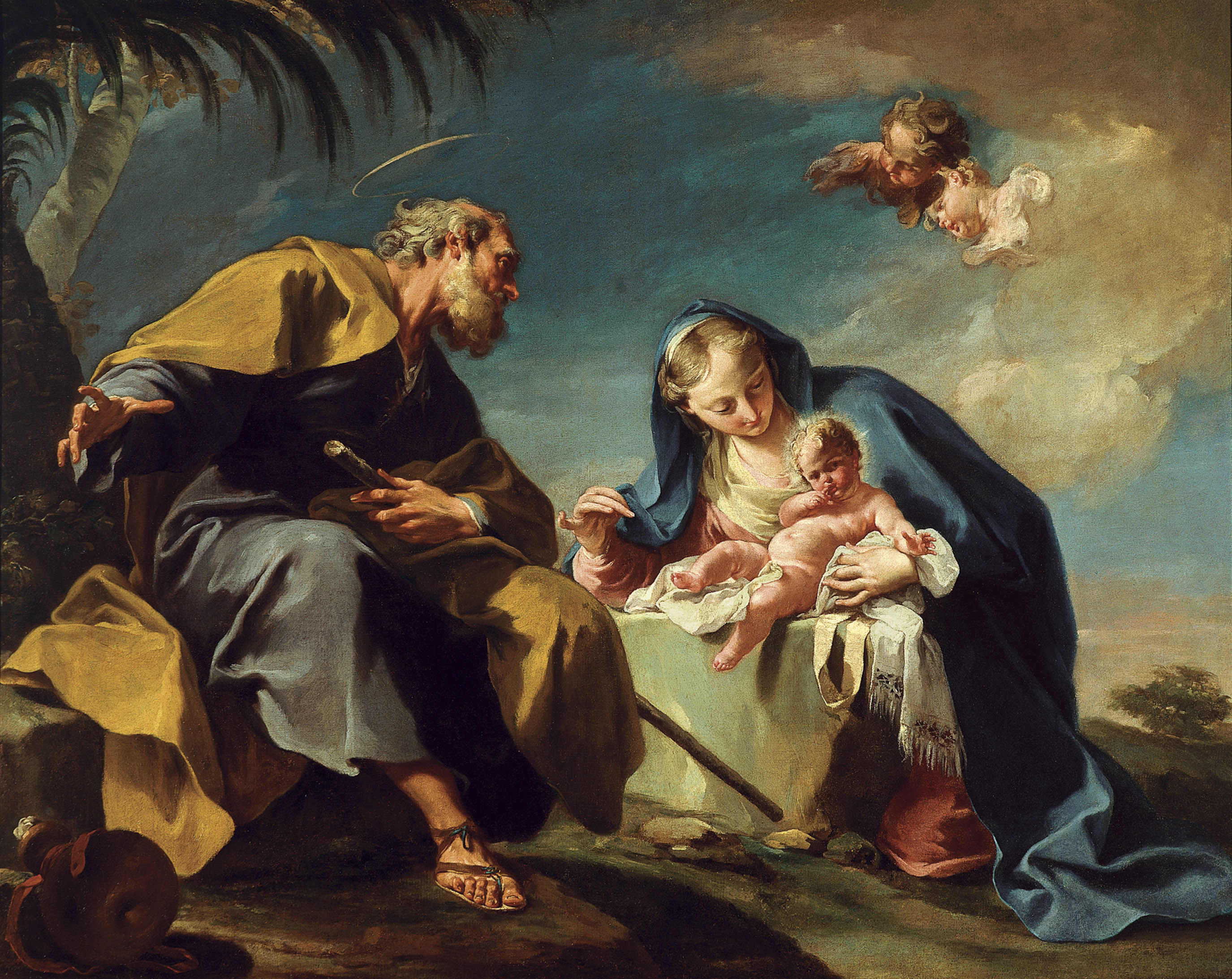
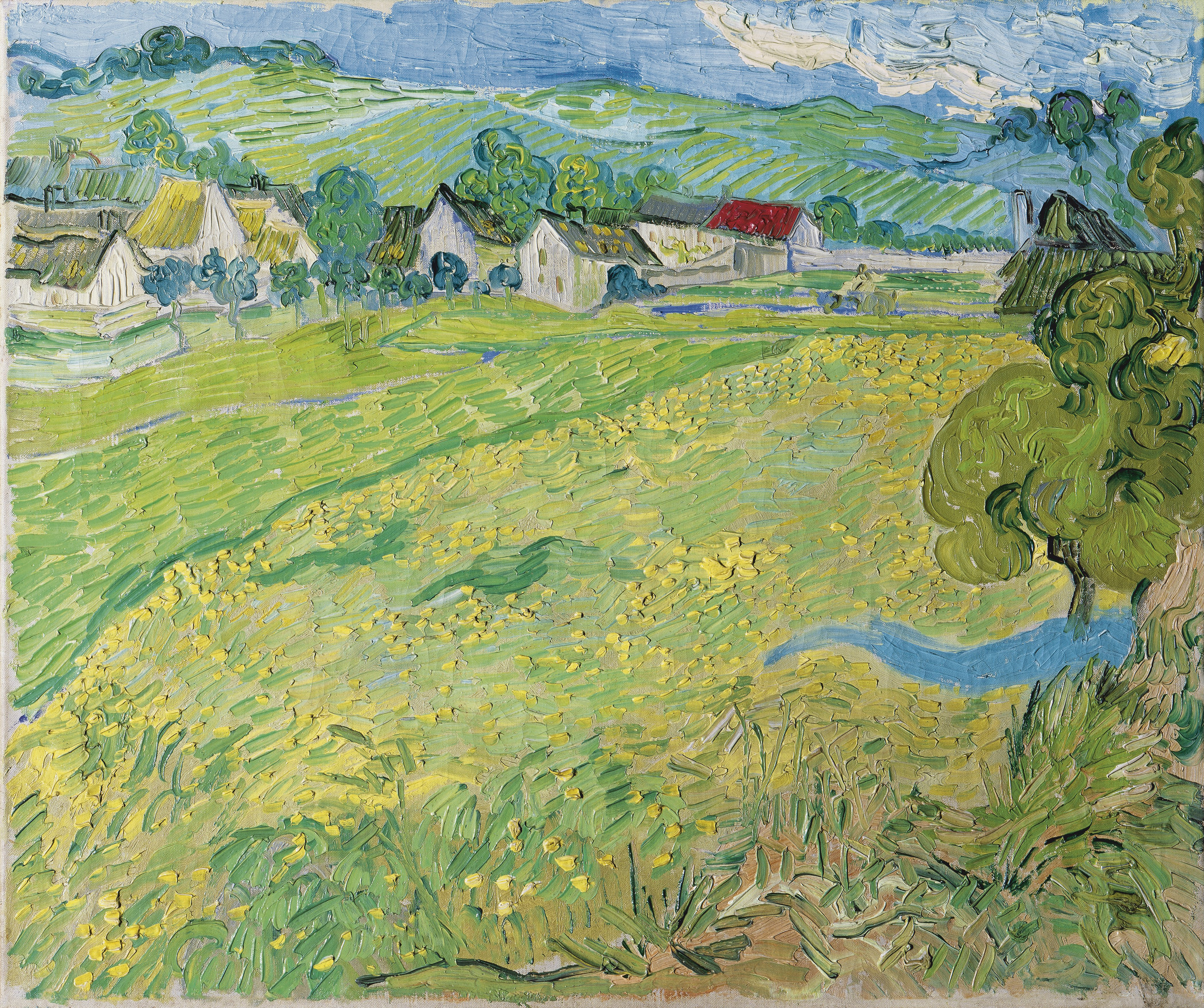